# U Sítovky
U Sítovky byla přírodní památka poblíž obce Hradec Králové v okrese Hradec Králové. Důvodem ochrany byly zbytky původních lesních porostů s charakteristickým ekotypem borovice lesní (Pinus sylvestris), dubem letním (Quercus robur), lípou srdčitou (Tilia cordata) a vtroušeným smrkem. Zachování tohoto porostu má význam i pro sklizeň semene z dochovaných borovic zdejšího původu. Ochrana území byla Krajským úřadem Královéhradeckého kraje zrušena k 5. lednu 2017.